# Каменичко Подгорје
Каменичко Подгорје је насељено место у саставу града Лепоглаве у Вараждинској жупанији, Хрватска. До територијалне реорганизације у Хрватској налазило се у саставу старе општине Иванец.

## Становништво
На попису становништва 2011. године, Каменичко Подгорје је имало 322 становника.

## Попис1991.
На попису становништва 1991. године, насељено место Каменичко Подгорје је имало 478 становника, следећег националног састава:
| Попис 1991.‍  | Попис 1991.‍  | Попис 1991.‍ | Попис 1991.‍ | Попис 1991.‍ |
| ------------ | ------------ | ----------- | ----------- | ----------- |
|              |              |             |             |             |
| Хрвати       | Хрвати       |             | 462         | 96,65%      |
| Словенци     | Словенци     |             | 2           | 0,41%       |
| Срби         | Срби         |             | 1           | 0,20%       |
| неопредељени | неопредељени |             | 3           | 0,62%       |
| непознато    | непознато    |             | 10          | 2,09%       |
| укупно: 478  |              |             |             |             |